# Gunbela
Gunbela est un grand village situé sur la nationale No 1 dans la région de l’Adamaoua au Cameroun, avec pour département le Mbéré, son arrondissement est Meiganga.

## Climat et végétation
Le climat est tempéré. Sa végétation est composée de savane.

## Services sociaux et personnalité
À Gunbela, l’on retrouve un C.E.S pour l’enseignement secondaire, une école primaire publique (SIL-CP, CE1-CE2, CM1-CM2) mais aussi une école maternelle à classe multigrade. Le village est aussi doté d’un centre de santé.
Aboubakar Kombo, maire de la commune de Meiganga est ressortissant de ce village. Djouldé Adjia en est le chef.

## Religion, culture et population
Les populations de ce village sont catholiques et musulmanes.
En culture, Gunbela est dirigé par un chef traditionnel. Le mets traditionnel le plus répandu dans ce village est le [kamgeda], plat composé de rôti de viande de bœuf accompagné de couscous manioc.
Les populations autochtones qui cohabitent ici sont les Gbaya et les Peuls.

## Économie et transport
L’économie est basée sur l’agriculture et la commercialisation de ces produits agricoles tels que : la patate douce, le macabo, les légumes divers, des melons et même des fruits arboricoles. La commercialisation de ces produits agricoles se fait dans un marché périodique.
Les modes de transport sont effectués par des motocycles et des voitures de transport en commun.